# Alejo García Pintos
Alejo García Pintos (La Plata, provincia de Buenos Aires; 4 de febrero de 1967) es un actor argentino de cine, teatro y televisión.

## Vida personal
Realizó los estudios primarios en la Escuela Primaria N° 5 Coronel de Marina Tomás Espora, mientras que los estudios secundarios en la Escuela Normal N° 3, de la ciudad de La Plata. A los dieciocho años se fue a vivir a Buenos Aires. Años más tarde vivió en la ciudad de Hurlingham, en el Gran Buenos Aires, desde 1999 hasta fines del 2017.
Su formación artística incluye: Taller de teatro de "La lechuza" en La Plata (1983/1985), Taller de Teatro del oprimido con Augusto Boal (1985), Escuela Nacional de Arte Dramático (1985/1988), Taller de clown con R. Sokolowickz (1986), Taller de actuación con Lorenzo Quinteros (1988), Taller de actuación con Agustín Alezzo (1989), Taller de L. Rossini (1989/1995) y Taller de baile de Ricky Pashkus (1991).
Es hincha del club Club de Gimnasia y Esgrima La Plata y padre de dos hijos.

## Trabajos

### Teatro
| Año  | Teatro                                 | Papel                                          |
| ---- | -------------------------------------- | ---------------------------------------------- |
| 1987 | Sabato, Domenica e Lunedi              | Atilio                                         |
| 1988 | Saverio el cruel                       | Juan                                           |
| 1989 | Invisibles                             | Totolo                                         |
| 1990 | Qué no?                                | Varios                                         |
| 1991 | Los '90 son nuestros                   | Rafa                                           |
| 1992 | Memorias del infierno                  | Ulises                                         |
| 2001 | A propósito de la duda                 |                                                |
| 2002 | Sueño con sirenas                      | Rolando                                        |
| 2003 | Rincón de luz                          | Lito Ramos                                     |
| 2004 | Chúmbale                               | Enzo                                           |
| 2004 | Shakespeare comprimido                 | Distintos personajes                           |
| 2005 | Floricienta                            | Evaristo                                       |
| 2006 | Chiquititas                            | Pierre Demont                                  |
| 2007 | Casi ángeles                           | Bartolomé Bedoya Agüero                        |
| 2008 | La curva de la felicidad               | Emanuel                                        |
| 2009 | Rodolfo Walsh y Gardel                 | Rodolfo Walsh                                  |
| 2010 | Sin vergüenzas                         | Alejo                                          |
| 2011 | Extraños en un tren                    | Tony (junto al Puma Goity y Ludovico Di Santo) |
| 2013 | Victor o los niños al poder            | Carlos                                         |
| 2014 | Nuestro fin de semana                  | Carlos                                         |
| 2014 | NUESTRO TEATRO ''La decisión de Yanina | Gustavo                                        |
| 2015 | Historias de diván                     | Antonio                                        |
| 2018 | El lado B del amor                     | Psicoanalista                                  |
| 2018 | #LauraSosHermosa                       | Jorge                                          |
| 2019 | Como director: Miembras del pasado     |                                                |
| 2019 | ¿Qué tenés en la cabeza?               | Neurocientífico                                |
| 2022 | Un encuentro casual                    | Brian                                          |

### Televisión
| Año         | Televisión                           | Papel                                     | Rol                    |
| ----------- | ------------------------------------ | ----------------------------------------- | ---------------------- |
| 1987        | Tiempo cumplido                      | Rulo, jugador de fútbol                   | Elenco recurrente      |
| 1989        | Tanguito                             | Tanguito                                  | Protagonista           |
| 1989        | Las Comedias de Darío Vittori        | Gustavo (capítulo 1), Javier (capítulo 2) | Participación Especial |
| 1989        | Hombres de ley                       | Luis (capítulo: Desertor)                 | Participación Especial |
| 1989        | La bonita pagina                     | (capítulo: yo soy aquel)                  | Participación Especial |
| 1991        | El gordo y el flaco                  | Dr. Alejo Pintor                          | Elenco recurrente      |
| 1992        | La Banda del Golden Rocket           | Alberto                                   | Elenco recurrente      |
| 1993        | ¡Grande, pa!                         | Productor                                 | Participación Especial |
| 1994        | Quereme                              | Matías                                    | Elenco coprotagonista  |
| 1994        | Nano                                 | Maxi Espada, del Molino López             | Elenco coprotagonista  |
| 1994        | Nueve lunas                          | Abelardo                                  | Participación Especial |
| 1995        | Poliladron                           | Agustín                                   | Participación Especial |
| 1996        | De poeta y de loco                   | Alumno                                    | Participación Especial |
| 1997        | De corazón                           | -                                         | Participación Especial |
| 1997        | Mía solo mía                         | Boni                                      | Participación Especial |
| 1998        | Gasoleros                            | Alvarito                                  | Participación Especial |
| 1998        | Chiquititas                          | Gabriel                                   | Participación Especial |
| 1999        | Como vos y yo                        | Cristian                                  | Elenco recurrente      |
| 2001        | Provócame                            | Esteban Molina                            | Participación Especial |
| 2002        | Kachorra                             | Roberto Trípoli                           | Elenco coprotagonista  |
| 2003        | Rincón de luz                        | Lito Ramos                                | Elenco coprotagonista  |
| 2005        | Floricienta                          | Evaristo                                  | Elenco coprotagonista] |
| 2005        | Amor mio                             |                                           | Participación Especial |
| 2006        | Chiquititas sin fin                  | Pierre Demont                             | Antagonista            |
| 2007 - 2008 | Casi ángeles                         | Bartolomé Bedoya Agüero                   | Antagonista            |
| 2009        | Valientes                            | Diego                                     | Participación Especial |
| 2010        | Jake & Blake                         | -                                         | Participación Especial |
| 2010        | Sueña conmigo                        | Martín Rosales (arqueólogo)               | Participación Especial |
| 2011        | Herederos de una venganza            | Dionisio Mestre                           | Participación Especial |
| 2011        | Historias de la primera vez          | Nicolás                                   | Participación Especial |
| 2011        | Adictos                              | Carlos                                    | Participación Especial |
| 2011        | Adictos                              | Juan Pablo Pagés                          | Participación Especial |
| 2012        | El hombre de tu vida                 | Pedro                                     | Participación Especial |
| 2012        | Volver a nacer                       | Diego Hackerman                           | Elenco coprotagonista  |
| 2012        | La dueña                             | Horacio Marmurek                          | Participación Especial |
| 2012        | La viuda de Rafael                   | Tomás                                     | Protagonista           |
| 2013        | Historias de corazón                 | Juan                                      | Participación Especial |
| 2013        | Esa mujer                            | Juanjo                                    | Elenco coprotagonista  |
| 2015        | 4 reinas                             | Mario                                     | Protagonista           |
| 2016        | Jungle Nest                          |                                           | Participación Especial |
| 2017        | Cuéntame cómo pasó                   | Néstor                                    | Participación Especial |
| 2020        | Los internacionales                  | Escribano Manzur                          | Participación Especial |
| 2022        | She-Hulk: Defensora de Héroes        | Alejo                                     | Cameo                  |
| 2023        | Argentina, tierra de amor y venganza | Faveiro                                   | Elenco recurrente      |
| 2024        | Privier                              | Stevens                                   | Elenco secundario      |

### Cine[5]
| Película | Año                     | Papel              |
| -------- | ----------------------- | ------------------ |
| 1986     | La Noche de los Lápices | Pablo Díaz         |
| 1987     | Made in Argentina       | Ariel              |
| 1993     | Fuego gris              | El jefe            |
| 1997     | Cenizas del paraíso     | Yeti               |
| 1999     | Campo de sangre         | Pablo              |
| 2003     | Vivir intentando        | Roberto            |
| 2003     | Potestad                | Hombre en el subte |
| 2003     | Los esclavos felices    | Carlos Peralta     |
| 2016     | No me mates             | Javier Weber       |
| 2022     | Argentina, 1985         | Juez               |

### Radio
| Año         | Radio     | Programa      |
| ----------- | --------- | ------------- |
| 2014 - 2015 | FM Blog   | El péndulo    |
| 2019        | 221 Radio | No es tan así |